# Galactia pretiosa
Galactia pretiosa är en ärtväxtart som beskrevs av Arturo Erhardo Erardo Burkart. Galactia pretiosa ingår i släktet Galactia och familjen ärtväxter.

## Underarter
Arten delas in i följande underarter:
- G. p. pretiosa
- G. p. trifoliolata